# Indunstning
Indunstning är ett sätt att genom förångning koncentrera en lösning eller suspension eller att helt isolera det lösta från lösningsmedlet.
Genom att tillföra värme till en lågt koncentrerad vätskelösning bringas lösningsmedlet, vanligtvis vatten, att dunsta varvid koncentrationen av det önskade ämnet stiger i den kvarvarande vätskan. Indunstning kan utföras i flera steg och vid varierande tryck. Det är en vanlig process i livsmedelsindustri, vid sockerproduktion och för att höja svartlutens koncentration före förbränning i sodapannor i massaindustrin.